# Wijewo (gmina)
Wijewo est une gmina rurale du powiat de Leszno, Grande-Pologne, dans le centre-ouest de la Pologne. Son siège est le village de Wijewo, qui se situe environ 27 km à l'ouest de Leszno et 73 km au sud-ouest de la capitale régionale Poznań.
La gmina couvre une superficie de 61,84 km2 pour une population de 3 707 habitants en 2011.

## Géographie

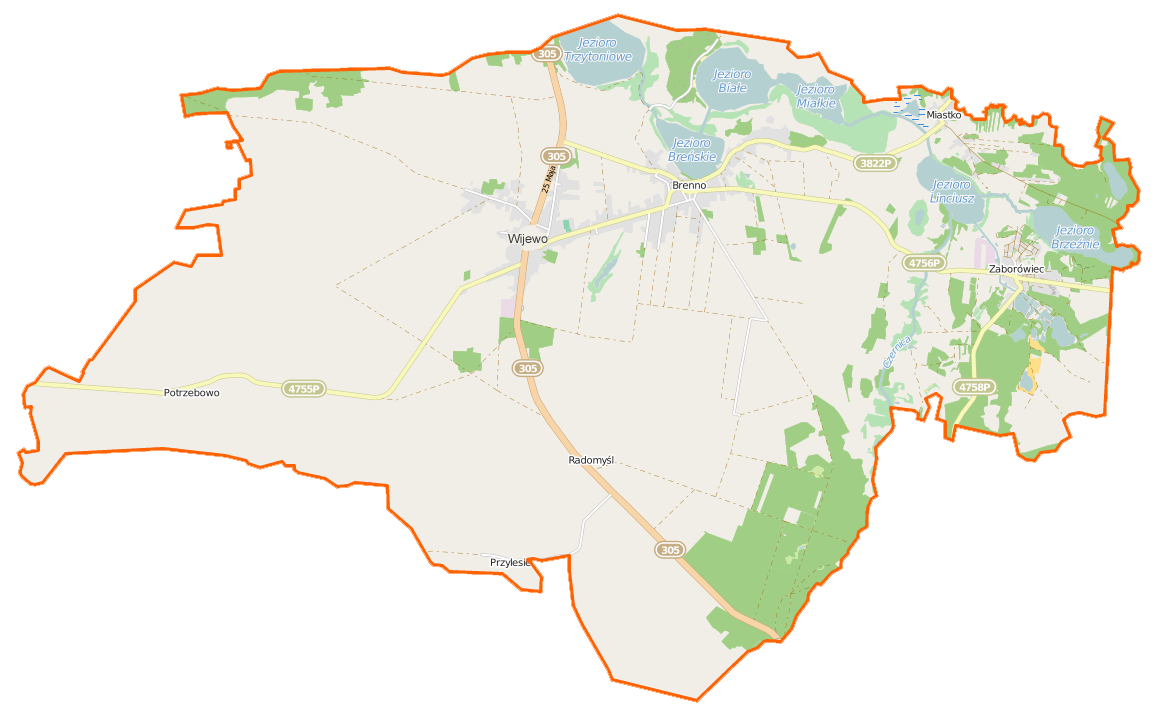
Plan de la gmina.

La gmina inclut les villages de:
- Brenno
- Miastko
- Potrzebowo
- Przylesie
- Radomyśl
- Wijewo
- Zaborówiec

### Gminy voisines
La gmina de Wijewo est bordée des gminy de :
- Przemęt
- Sława
- Włoszakowice
- Wschowa

## Structure du terrain
D'après les données de 2002, la superficie de la commune de Wijewo est de 61,37 km2, répartis comme tel :
- terres agricoles : 70 %
- forêts : 16 %

La commune représente 7,63 % de la superficie du powiat.

## Démographie
Données du 30 juin 2004 :
| Description        | Total  | Total | Femmes | Femmes | Hommes | Hommes |
| ------------------ | ------ | ----- | ------ | ------ | ------ | ------ |
| Unité              | Nombre | %     | Nombre | %      | Nombre | %      |
| population         | 3 449  | 100   | 1 688  | 48,9   | 1 761  | 51,1   |
| Densité (hab./km²) | 56,2   | 56,2  | 27,5   | 27,5   | 28,7   | 28,7   |